# Bernhard Reiser
Bernhard Reiser (* 23. Januar 1966 in Illertissen) ist ein deutscher Koch.

## Werdegang
Nach seiner Lehre und seiner Tätigkeit als Koch im Offizierskasino Lagerlechfeld arbeitete er ab 1989 als Chef de Partie und Souschef im Romantik-Hotel Augsburger Hof. Nach weiteren Stationen und der Küchenmeister-Prüfung wurde er 1993 Küchenchef im „Schloss Solitude“ in Stuttgart. Ebenfalls 1993 wechselte er als Küchenchef zum „Bosshotel“ in Metzingen. 1994 bis 1995 war er als Küchenberater für die Hänisch Schloss- und City-Hotels auf Schloss Solitude, Schloss Monrepos, Schloss Cecilienhof tätig. Während dieser Zeit arbeitete Reiser an Staatsbanketten für Boris Jelzin, Bill Clinton, u. a. mit.
1995 eröffnete er des Restaurant Louvre in Rothenburg ob der Tauber. Von 1996 bis zur Schließung 2003 wurde das Restaurant mit einem Michelin-Stern ausgezeichnet.
Im Mai 2002 eröffnete er das Restaurant „weinstein.restaurant.weinbar“ in Würzburg. Seit Januar 2008 serviert das Reisers (ehemals „weinstein“) ausschließlich Kleinportionen unter dem Motto „Abschied vom Hauptgericht“.
Reiser hat sich im Laufe der Jahre mit verschiedenen Arten der Ernährung beschäftigt, wie Klosterküchen, ayurvedische und mediterrane Küche. Er ist Dozent für den Studiengang „Food Management“ an der DHBW Mosbach, Campus Bad Mergentheim für die Fächerkombination „Sport- und Ernährungswissenschaften“ und in „Reisers Kochschule“ widmet er sich auch dem gesundheitlichen Aspekt von Lebensmitteln. Im Februar 2010 wurde Bernhard Reiser mit dem „Warsteiner Preis – der deutsche Gastronomiepreis 2009“ in der Kategorie „Food“ ausgezeichnet.
Seit April 2010 ist er Ernährungscoach der deutschen Fußballnationalmannschaft der Frauen. Seit 2013 hat er eine eigene Kochshow „Frag den Reiser“.
Ab 2014 wurde sein Restaurant Reisers am Stein mit einem Michelinstern ausgezeichnet, in dem es seitdem einen zweiten Küchenchef gibt. Seit 2016 ist es Domenico Allegretta. Im April 2023 wurde es geschlossen.